# Ssam
I ssam (쌈?) sono piatti della cucina coreana in cui i bocconi di cibo vengono mangiati avvolti in una foglia di verdura.

## Preparazione e consumo

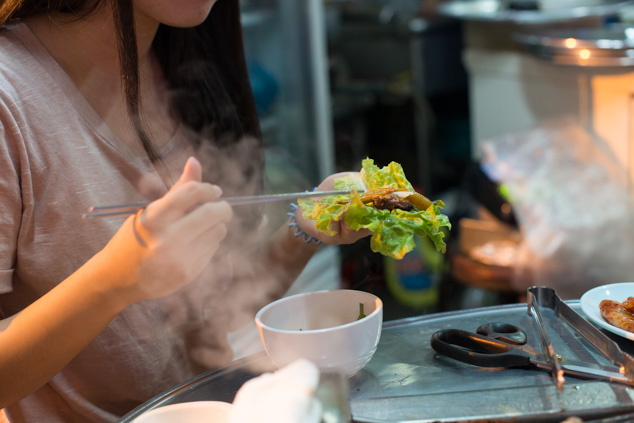
Preparazione di un ssam.

I ssam si preparano tipicamente appoggiando la carne grigliata e i condimenti su una foglia di verdura, che viene poi chiusa e ripiegata su se stessa in un involtino non più grande di un boccone.
Le verdure più usate sono la lattuga, il cavolo al vapore o bollito, le foglie di perilla e le foglie della soia, ma esistono anche ssam avvolti in una crêpe sottile (milssam), nei cachi essiccati, nel chwinamul (un ortaggio a foglia coreano), nelle alghe o nelle foglie di zucca. La proteina più comune è invece il manzo sotto forma di galbi o bulgogi, seguito da maiale, hoe, pollo e prodotti ittici. Il tutto viene poi condito con varie salse come ssamjang e doenjang, oppure con kimchi, aglio, scalogno, peperoncini piccanti o fette di cipolla.

## Tipi

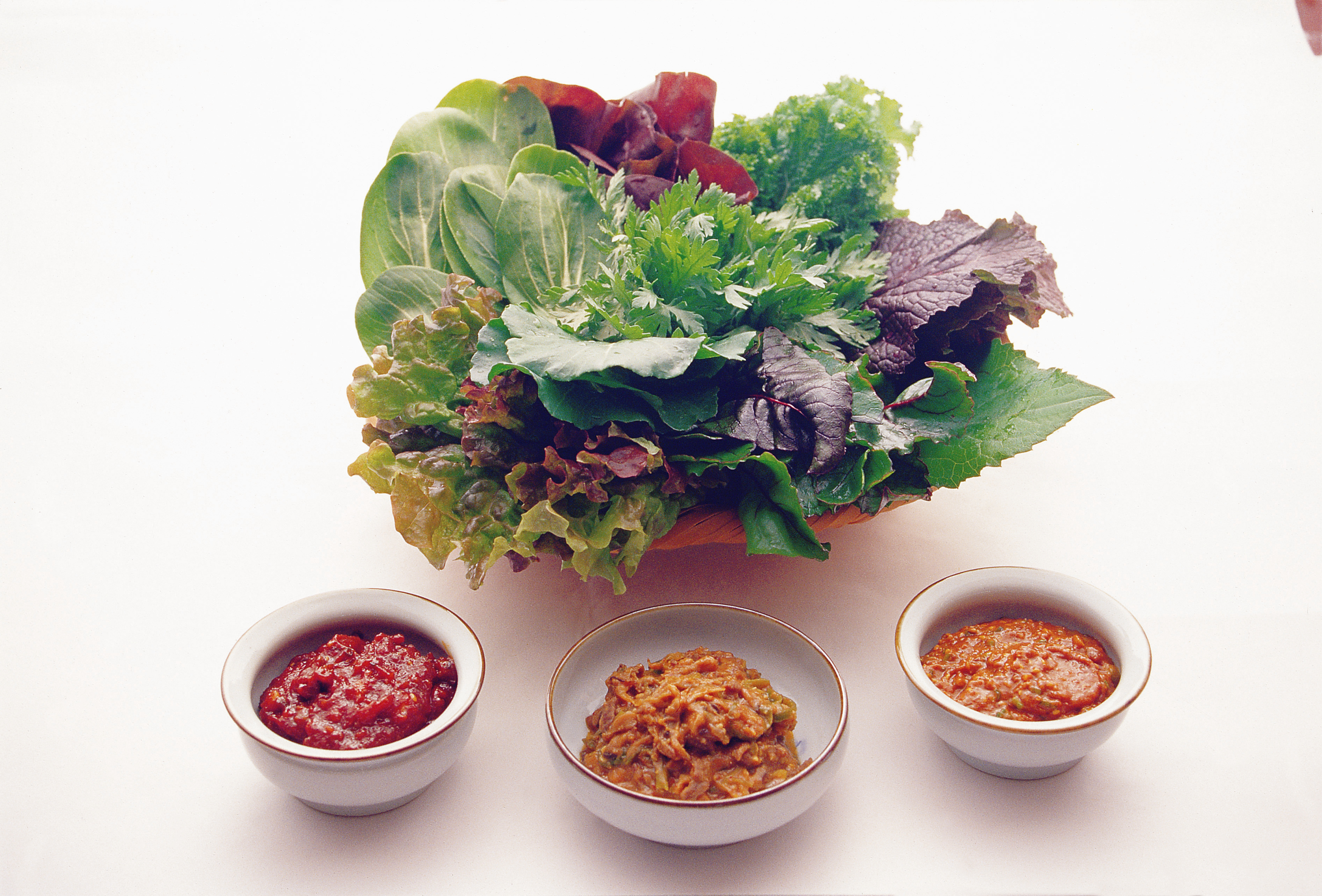
Verdure e condimenti per ssam.

I ssam hanno nomi specifici in base al tipo di involucro:
- Baechusokdaessam (배추속대쌈?): di cavolo napa;
- Chwissam (취쌈?): di chwinamul;
- Eossam (어쌈?): di filetto di pesce bianco;
- Gimssam (김쌈?): di gim (alga), precedentemente spennellata d'olio, salata leggermente e cotta in forno;
- Gotgamssam (곶감쌈?): di cachi essiccati;
- Hobakipssam (호박잎쌈?): di foglie di zucca;
- Jeonbokssam (전복쌈?): di abalone essiccato tagliato a fette sottili;
- Kimchiipssam (김치잎쌈?): di kimchi;
- Kkaenipssam (깻잎쌈?): di foglie di perilla;
- Milssam (밀쌈?): di crêpe di frumento;
- Muneossam (문어쌈?): di tentacoli di polpo tagliati a fette;
- Possam (포쌈?): di carne essiccata;
- Sangchussam (상추쌈?): di lattuga

Se nel ssam si aggiunge anche del riso, prende il nome di ssambap. Esistono anche dei rari ssam vegetariani in cui la carne viene sostituita con verdure saltate o funghi.

## Storia
I ssam vennero sviluppati durante la dinastia Goryeo quando la diffusione in Corea del Buddhismo rese necessaria la creazione di piatti a base vegetale che si attenessero ai dettami del vegetarianismo. Secondo Dongguksesigi, una raccolta di usi e costumi completata da Hong Suk-mo nel 1849, le donne del Goryeo che vennero prese come serve o dame di corte dalla dinastia Yuan coltivavano la lattuga e la mangiavano insieme al bap per combattere la nostalgia di casa, un'abitudine che si diffuse poi ai mongoli. Similmente, lo studioso confuciano Yi Ik (1681-1763), nella sua raccolta di scritti Seonghosaseol, narrò che la gente del Goryeo che abitava presso gli Yuan avvolgesse il cibo nel saebak e nel jul portati da casa. Il poeta mongolo Yang Yunfu descrisse i ssam in una poesia, lodando Goryeo per il profumo della sua lattuga.
I ssam sono menzionati frequentemente nella letteratura del Joseon: Yu Mong-in (1559-1623), nella sua raccolta di storie Eou yadam, descrive l'atto di mangiare una sardina arrostita con riso e doenjang dolce in un involto di lattuga, mentre Lee Deok-mu (1741-1793) raccomandò, nel libro di buone maniere Sasojeol, di non creare ssam tanto grandi da far gonfiare le guance. Jeong Yak-yong (1762-1836) compose un poema in cui diceva di avvolgere riso, orzo, gochujang e radici di cipollotto nella lattuga. Sul finire della dinastia, i ssam erano diventati un comune cibo da digiuno e il bokssam (복쌈?; lett. "ssam della fortuna"), un involtino di riso e verdure a foglia, veniva mangiato nel giorno del Daeboreum in quanto si credeva che avrebbe attirato la buona sorte.
I ssam sono diventati popolari al di fuori della Corea dopo gli anni 2000 grazie alla hallyu.